# Rohpökelware

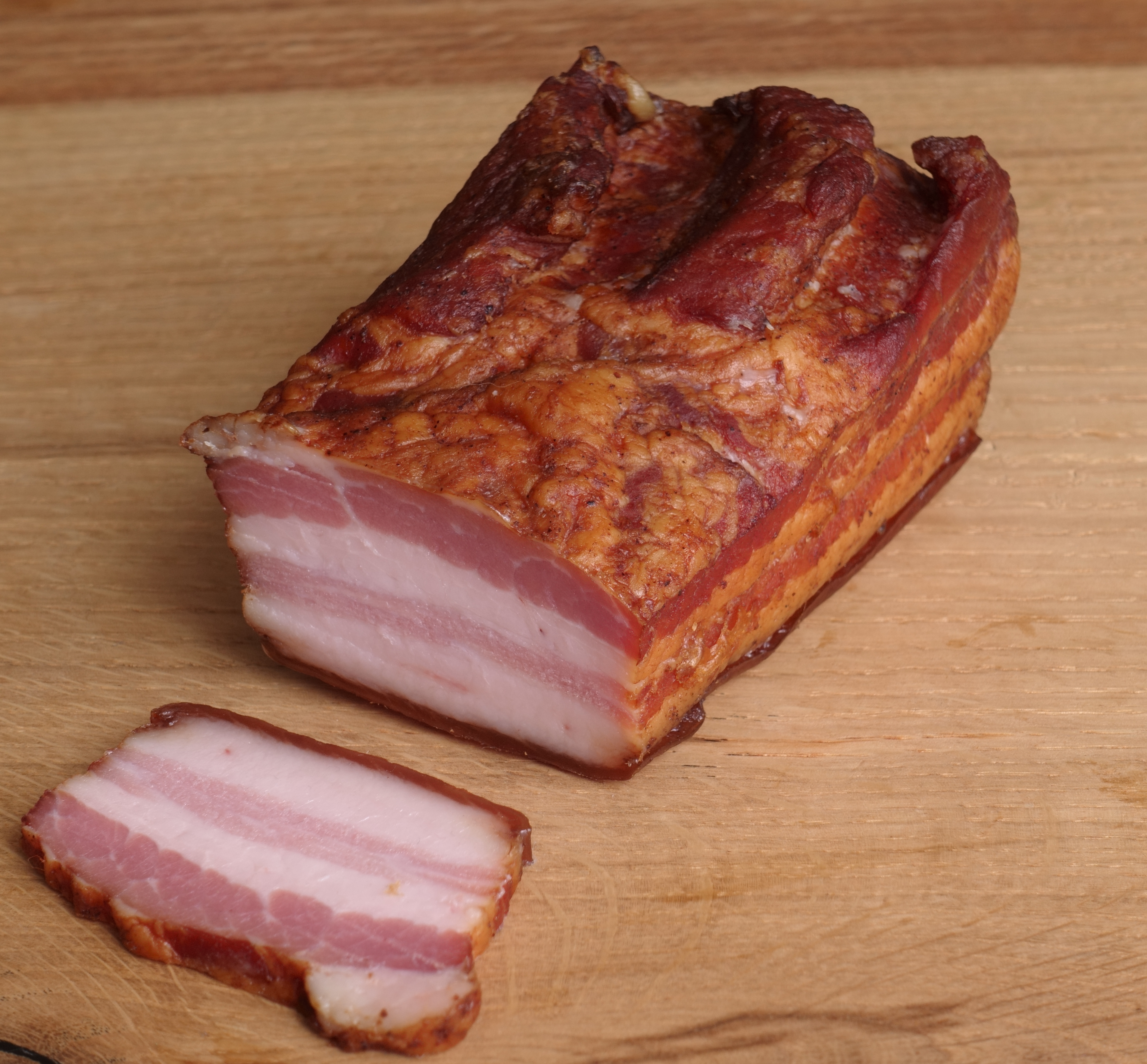
Geselchter Bauch, Österreich

Als Rohpökelware (auch Rohes Pökelfleischerzeugnis) bezeichnet man Fleischware, durch Pökeln bzw. dem Salzen mit oder ohne Nitritpökelsalz und/oder Salpeter haltbar gemachte, rohe, abgetrocknete, geräucherte oder ungeräucherte Fleischstücke von stabiler Farbe, typischem Aroma und von einer Konsistenz, die das Anfertigen dünner Scheiben ermöglicht. Andere Bezeichnungen sind Rohschinken, Rauchfleisch, Dörrfleisch, süddeutsch auch Speck, Geräuchertes und Geselchtes.

## Systematik
Es gibt je nach Region und Tradition verschiedene Unterscheidungsmerkmale. Gemäß den Leitsätzen des Deutschen Lebensmittelbuchs unterscheidet man:
- Rohschinken (auch Rohschneider) werden aus der Beckengliedmasse des Schweines (Schlegel/Schinken) oder Teilen davon hergestellt. Die Herstellung aus den entsprechenden Teilen anderer Tierarten wird entsprechend gekennzeichnet (z. B. Rinderschinken).
- Bei aus anderen Fleischteilen des Schweines hergestellten rohen Pökelfleischerzeugnissen wird auf das verwendete Teilstück hingewiesen (z. B. Schulterspeck, Räucher-Nacken, Karbonaden-Rauchfleisch, geräuchertes Eisbein). Die Verwendung von Fleischteilen anderer Tierarten wird gekennzeichnet (z. B. geräuchertes Rinderfilet, gepökelte Gänsebrust, gepökelte Truthahnoberkeule). Bauchspeck, Frühstücksspeck, Dörrfleisch wird aus von Rippen und Brustknochen befreitem, meist noch Knorpel und Schwarte enthaltenden Schweinebauch hergestellt.

## Reifeprozess
Rohpökelwaren und Rohwurst werden beim Reifeprozess durch Mikroorganismenkulturen unterstützt. Durch die Kombination von Fermentation mit anderen konservierenden Prozessen wie Pökeln und Trocknen wird die Stabilität verbessert und das Wachstum unerwünschter Mikroorganismen wie Krankheitserregern und der Verderbnisflora gehemmt. Bei vielen Rohpökelwaren erzeugen nützliche Mikroorganismen deren charakteristische Eigenschaften wie Aroma, Textur und Farbe oder beeinflussen diese zumindest.